# Zachowanie komfortowe
Zachowanie komfortowe (ang.: personal albo social grooming) – określa w etologii aktywności zwierzęcia, które służą bezpośrednio higienie ciała. Do takich aktywności zalicza się czyszczenie i drapanie się, lizanie się, otrząsanie się, ocieranie się o drzewa, obgryzanie się, kąpiele słoneczne, w wodzie, w piasku, tarzanie się w błocie (autogrooming).   
Do zachowania komfortowego zalicza się także higienę socjalną, czyli wzajemne czyszczenie futer, sierści czy upierzenia (allogrooming). Te aktywności służą utrzymaniu wspólnoty u wielu gatunków zwierząt, które żyją w grupach, m.in. u koniowatych czy u małp. Tym samym są ważnym elementem zachowania socjalnego zwierząt.  
Niekiedy w publikacjach etologicznych jako zachowanie komfortowe określane są również aktywności jak ziewanie, przeciąganie się i podobne zachowania, wyrażające dobre samopoczucie zwierząt.   

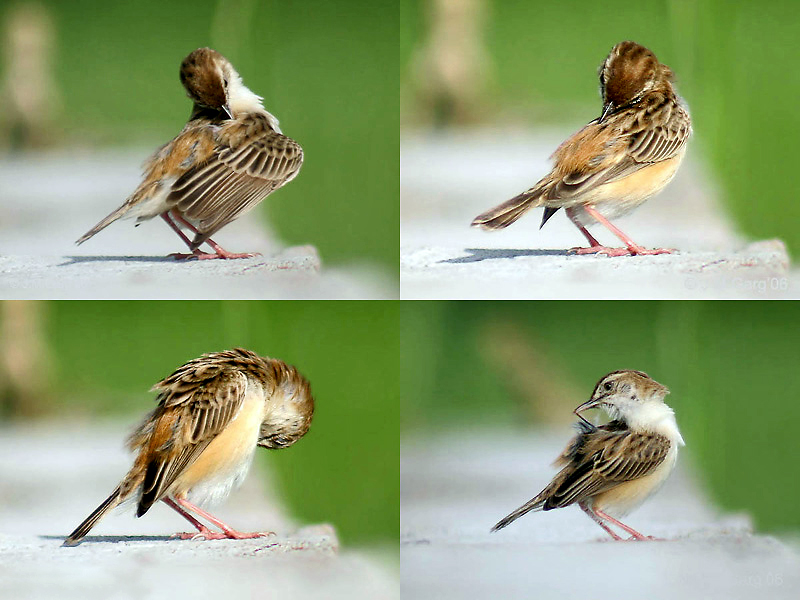
Zachowanie komfortowe chwastówki zwyczajnej
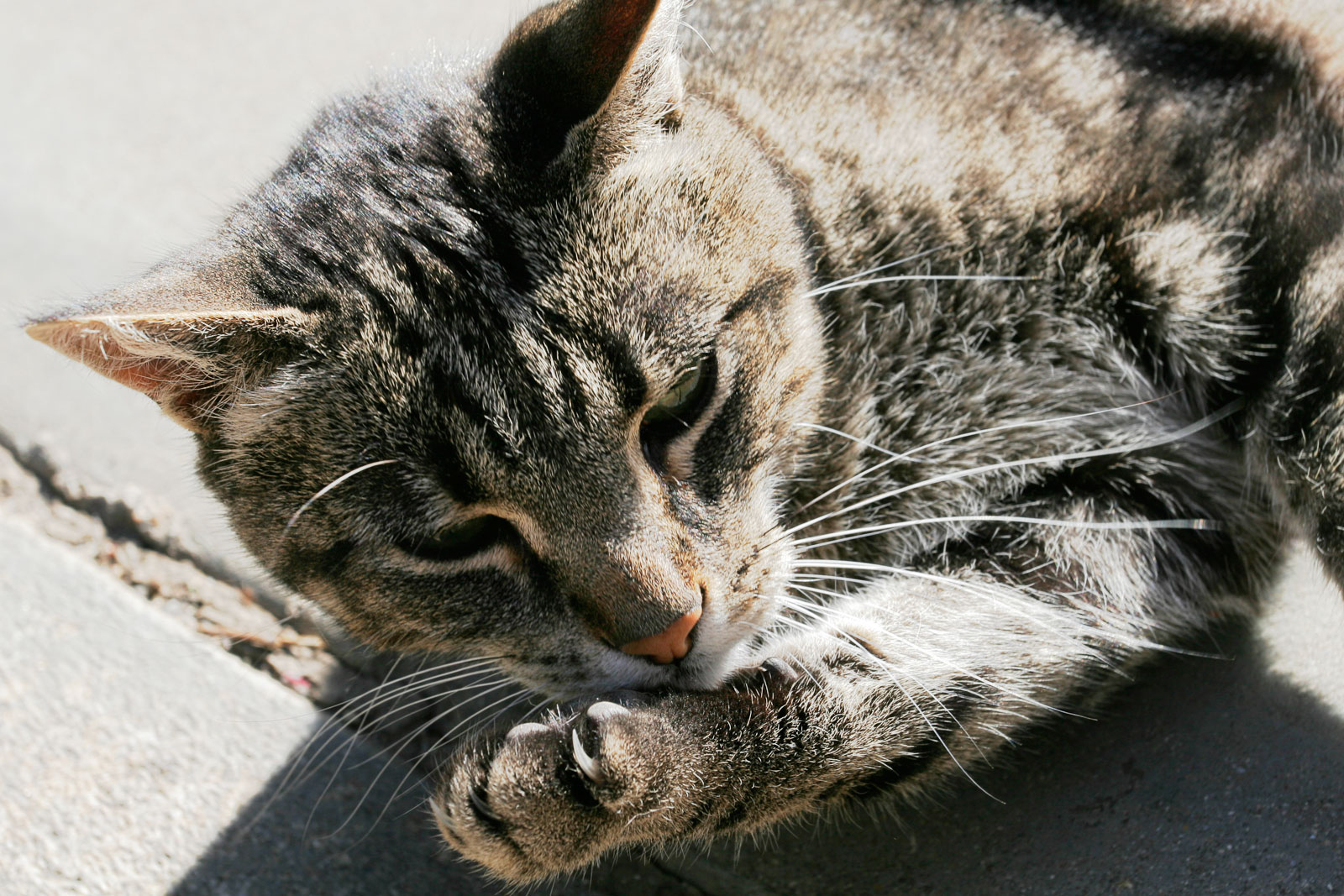
Czyszczenie futra przez lizanie u kota (autogrooming)
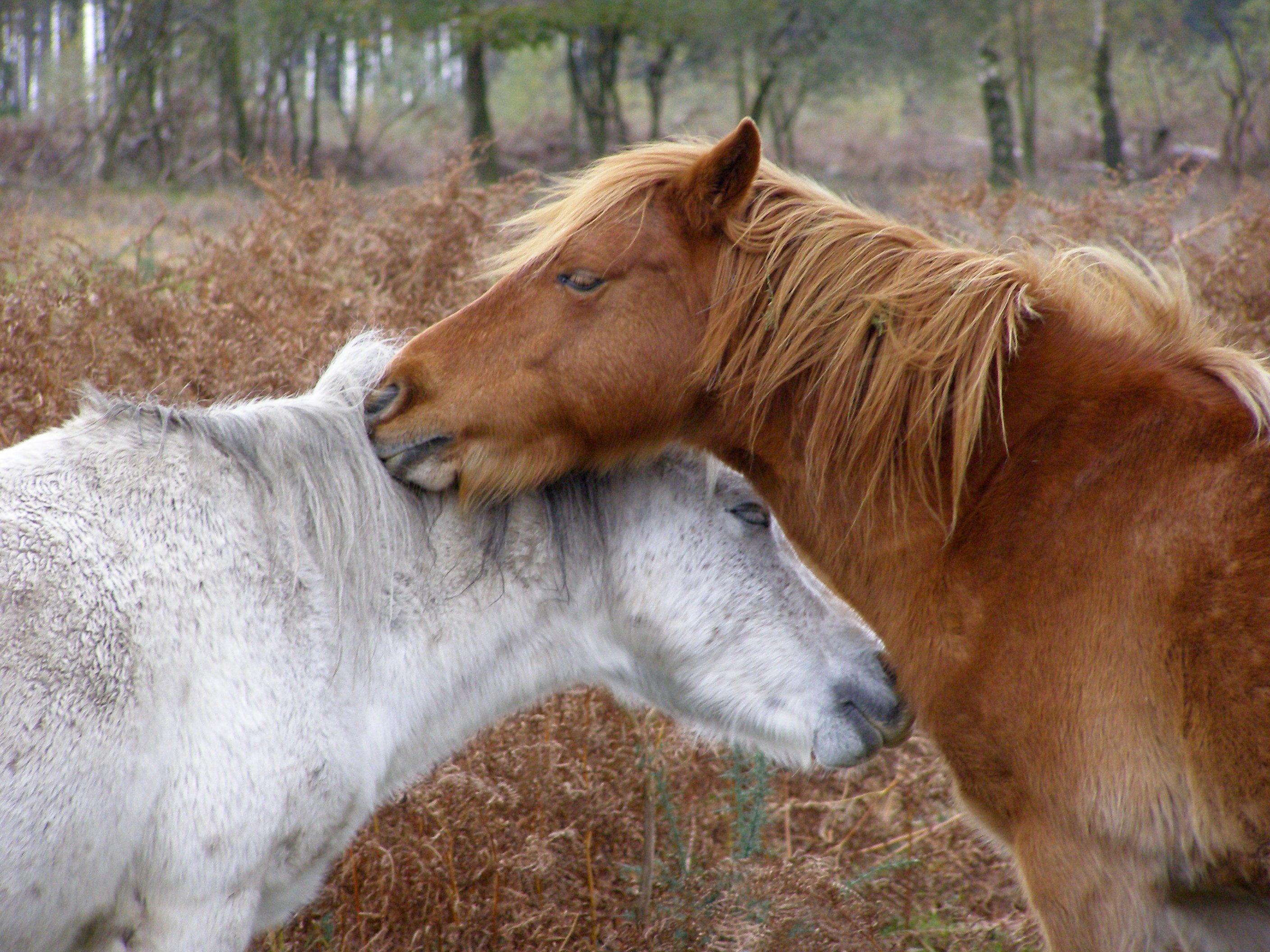
Wzajemne ocieranie okolic kłębu u kucyków (allogrooming)